# Georg Schöttle

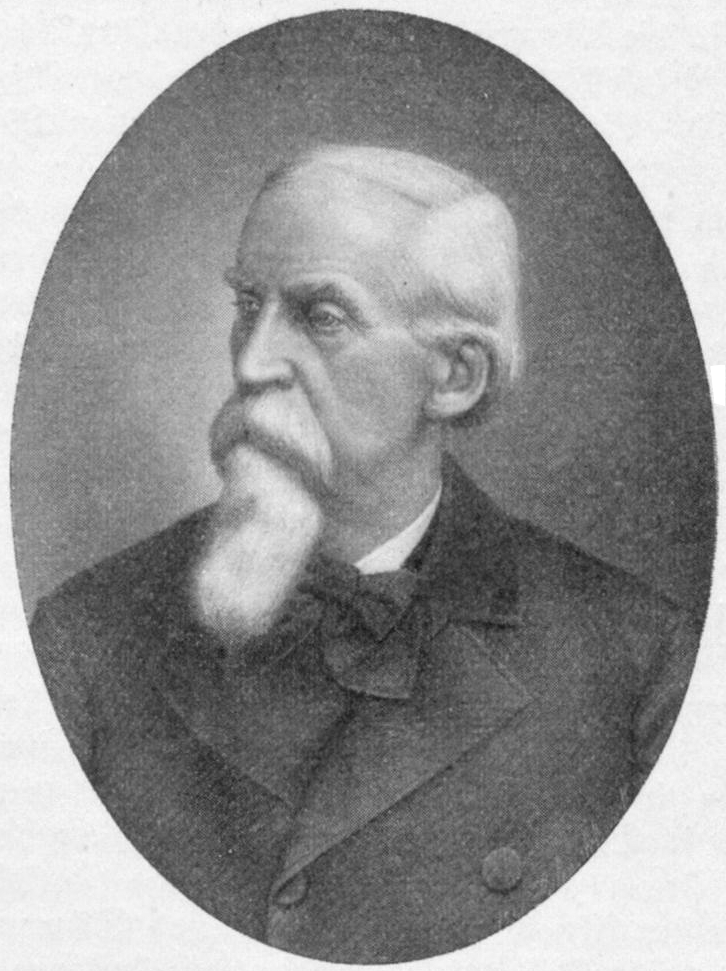
Georg Schöttle.

Georg Heinrich Schöttle (* 15. Oktober 1823 in Stuttgart; † 10. Januar 1897 ebenda) war ein deutscher Bauunternehmer, Möbelfabrikant und Initiator der Stuttgarter Pferdeeisenbahn.

## Frühe Jahre
Georg Heinrich Schöttle wurde am 15. Oktober 1823 in Stuttgart in der Esslinger Straße 10 / Ecke Wagnerstraße als jüngstes von acht Kindern geboren. Sein Vater Karl Friedrich Schöttle betrieb in dem Haus eine Mehlhandlung und eine Weinschenke und „lebte mit seiner Familie in einfachen Verhältnissen“. Seine Mutter war Christiane Friederike Raith, die Tochter eines Mehlhändlers.
Er absolvierte den Elementarunterricht an der Waisenhausschule im nahegelegenen Waisenhaus am Charlottenplatz, besuchte anschließend die Bauschule in Stuttgart, eine Vorläuferin des Polytechnikums, und ging 1837 bis 1840 bei dem Steinhauerwerkmeister Weiß in die Lehre, die er mit der Gesellenprüfung abschloss. Georg Schöttle heiratete 1851 Friedrike Caroline Class (1826–1903), die ihm 14 Kinder schenkte. 1858 trat er in die Freimaurerloge Zu den 3 Cedern in Stuttgart ein.

## Berufsleben

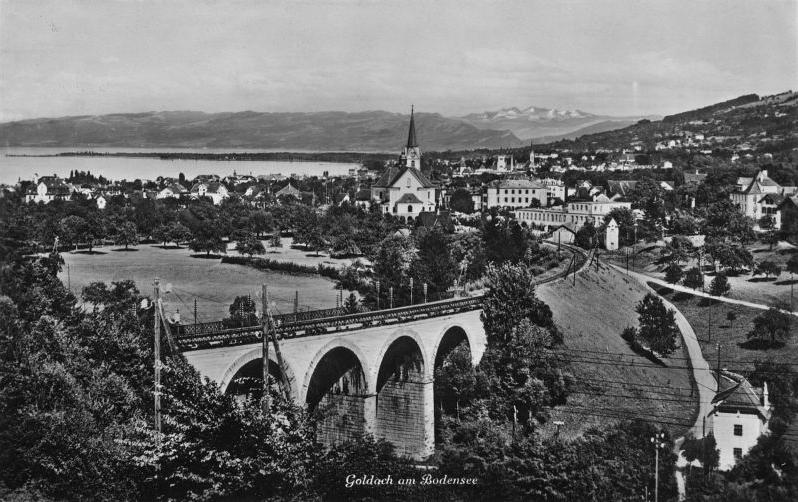
Goldachviadukt, um 1920.

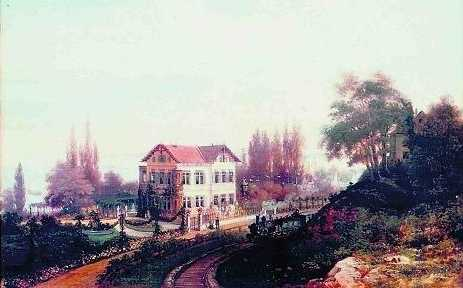
Villa Neuseeland, Gemälde von Pieter Francis Peters, 1865.

Nach dem Abschluss seiner Lehre begab sich Georg Schöttle auf die Walz und arbeitete als Maurergeselle beim Bau der Basilika der Abtei St. Bonifaz in München, als Polier beim Bau des Palais Thermal in Bad Wildbad und als Bauführer von Hochbauten in Stuttgart und Tübingen. Erfahrungen im Eisenbahnbau sammelte er als Bauführer beim Bau der Bahnstrecke Ulm–Friedrichshafen.

### Schirmgeschäft
Im Jahr seiner Heirat 1851 eröffnete Georg Schöttle in der Breiten Straße 9 oder 11 in Stuttgart ein Schirmgeschäft, „das seine praktische und fleißige Frau einige Jahre mit Erfolg führte“. Zu dem Geschäft gehörte eine eigene Fabrikation von Regen- und Sonnenschirmen nach Modellen, die Georg Schöttle von einer seiner Parisreisen mitgebracht hatte.

### Eisenbahnbau
In den 1850er Jahren machte sich Georg Schöttle als Bauunternehmer selbständig. Er übernahm unter anderem den Bau der Eisenbahnstrecken Retzbach–Karlstadt–Wernfeld und Schweinfurt–Schonungen. Von 1854 bis 1857 baute er am Bodensee in der Schweiz die Strecke Rheineck–Rorschach–St. Gallen mit dem vielgerühmten Goldachviadukt, der nach den Plänen des Stuttgarter Architekten Karl Etzel erbaut wurde. In der Nähe von Rorschach erbaute er 1857 für seine Familie die Villa Neuseeland am Bodensee, die der Familie nach seiner Rückkehr nach Stuttgart im Sommer als Feriendomizil diente.
In den 1850er Jahren unternahm Georg Schöttle Reisen nach Paris und London, wo er sich über neue technische Entwicklungen informierte. Als moderner Unternehmer bediente er sich der neuesten technischen Hilfsmittel, die er auf seinen Reisen kennengelernt hatte. So führte er als erster Bauunternehmer den Lokomotivbetrieb für die Erdbewegung und die praktische Anwendung des elektrischen Bogenlichtes ein. Nach der Gründung der #Baufabrik 1859 übernahm Georg Schöttle auch weiterhin Projekte im Eisenbahnbau, so die Strecken Cannstatt–Waiblingen, Calw–Teinach, Darmstadt–Weinheim und Elberfeld-Odenkirchen.

### Baufabrik
| - Georg Schöttles Baufabrik. | - Anzeige zur Eröffnung des Baugeschäfts, 1859. |

1859 erwarb Georg Schöttle das Gebäude der Aktienbrauerei in der Wilhelmstraße 14. Er baute das große, ehemalige Brauereigebäude um und erweiterte es durch zusätzliche Bauten. Seine Firmengebäude bildeten die sogenannte Baufabrik, in der er nach englischen Vorbildern Bauteile und ganze Häuser vorfabrizierte. In dem großen Betrieb, der seinem Besitzer den Namen „Bau-Schöttle“ eintrug, arbeiteten Handwerker aller Gewerke, die zum Neubau und zur Reparatur bestehender Gebäude benötigt wurden. Fehlende Gewerke wurden fallweise angeworben. Im Sommer 1861 beschäftigte Georg Schöttle etwa 1200 bis 1500 Mitarbeiter. In seinen Betrieben setzte der technikaffine Georg Schöttle moderne Dampfmaschinen ein. 1861 meldete er eine Knet- und Quetschmaschine zum Patent an.

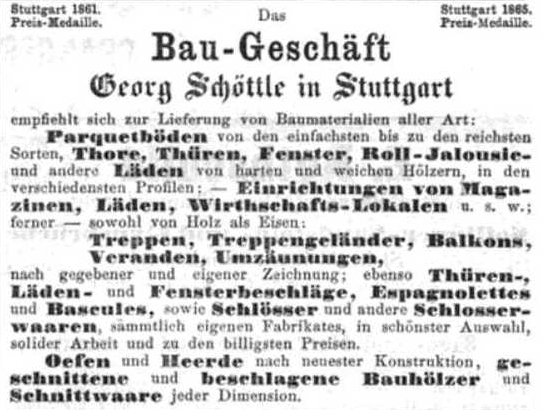
Anzeige des Baugeschäfts Georg Schöttle, 1868.

Zu dem Unternehmen gehörten weitere Betriebe, unter anderem zwei Steinbrüche, eine Parkettfabrik, die sich später zu einer bedeutenden Möbelfabrik entwickelte, ein Dampfsägewerk (1865) und eine Dampfziegelei, die 1872 in den Besitz des „Stuttgarter Immobilien- und Baugeschäfts“ überging, einer Vorgängerfirma von HeidelbergCement.
Bis 1870 errichtete die Baufabrik in Stuttgart etwa 20 Fabrikgebäude und öffentliche Bauten, darunter die alte Stuttgarter Synagoge, den zweiten Stuttgarter Zentralbahnhof und den Stuttgarter Schlachthof. Das Hauptgeschäft der Firma bestand im Bau von Häusern auf Bestellung und auf eigene Rechnung zum Wiederverkauf. So errichtete die Baufabrik bis 1870 etwa 80 Wohnhäuser.
| → Wohnhausbauten von Georg Schöttle in Stuttgart                                                                |
| - Olgastraße 31. - Olgastraße 33. - Olgastraße 35. - Alexanderstraße 29. - Olgastraße 41. - Alexanderstraße 27. |

Georg Schöttle junior (1851–1939) absolvierte ein Studium am Polytechnikum in Stuttgart, das er als Ingenieur abschloss. Er sammelte praktische Erfahrungen im Eisenbahnbau und gründete 1875 zusammen mit dem Regierungsbaumeister Friedrich Schuster (1846–1910) die Firma Schöttle & Schuster, die sich im Eisenbahnbau und im Festungsbau betätigte. Schöttle & Schuster war unter anderem beim Bau der Festungsbauwerke in Straßburg, Spandau und Küstrin beteiligt.
Über die Entwicklung der Baufirma von Georg Schöttle senior ab 1870 ist nichts bekannt. Ab 1886 erscheint in den Adressbüchern nur noch der Eintrag „Georg Heinrich Schöttle, Architekt“ ohne den Zusatz Bauunternehmer oder Baugeschäft. Offenbar hatte die Baufabrik ihren Betrieb eingestellt.

### Möbelfabrik
Entsprechend seinem Anspruch, schlüsselfertige Häuser zu liefern, gründete Georg Schöttle gleichzeitig mit seiner Baufabrik eine Parkettbodenfabrik, ein Sägewerk, eine Schreinerei und eine Schlosserei. Ihm standen damit auch die notwendigen Ressourcen zur Möbelproduktion zur Verfügung. 1867 firmierte Georg Schöttle im Adressbuch als „Baugeschäft, Anschaffung und Verkauf von Baurequisiten und Gegenständen häuslicher Einrichtung“, ein Hinweis auf die Möbelproduktion, die immer bedeutsamer werden sollte. 1870 wurde die Parkettbodenfabrik in Stuttgarter Möbel- und Parkettbodenfabrik umbenannt, später in Stuttgarter Möbelfabrik Georg Schöttle. 1893 wurde der Möbelfabrik der Titel Königlicher Hoflieferant verliehen. Die Möbelfabrik gehörte zu den bedeutendsten Fabriken ihrer Art in Stuttgart. Ein Branchenkenner schrieb 1896:
„Eines der größten Etablissements in Stuttgart ist die Möbelfabrik von Georg Schöttle. Ihre Thätigkeit setzt mit der Bearbeitung der Holzstämme mit Vollgatter und Pendelsägen ein. Zweihundert Arbeiter sind neben einer Fülle von Werkzeugmaschinen thätig, aus dem rohen Holze herrliche Formen erstehen zu lassen.“
Georg Schöttle unterhielt zwei Einrichtungshäuser mit Verkaufslokal und Raumkunstausstellung in Stuttgart, eines in der Eberhardstraße 65 und eines in dem Haus Eberhardstraße 28 (→ Foto), in dem auch das Restaurant Petersburger Hof residierte. Die Möbelfabrik Schöttle erfreute sich eines deutschlandweiten Renommees. Sie nahm an vielen Ausstellungen teil, so auch an den Weltausstellungen Wien 1873, Philadelphia 1876, St. Louis 1904 und Brüssel 1910.
In der Zeit des Jugendstils produzierte und vertrieb die Möbelfabrik Schöttle als fortschrittlicher Hersteller Möbel, die nach dem von der Möbelfabrik J. Buyten und Söhne in Düsseldorf erfundenen Xylektypom-Verfahren hergestellt wurden. Durch das Verfahren konnten Füllungen maschinell mit attraktiven Holzmaserreliefs verziert werden. Bedeutende Künstler lieferten Entwürfe für Xylektypom-Möbel, so Hans Eduard von Berlepsch-Valendas mit Möbelstücken für die Erste Weltausstellung für angewandte Kunst in Turin 1902 und Bernhard Pankok, der das württembergische Musikzimmer für die Weltausstellung in St. Louis entwarf. Nach einem Jahrzehnt kam jedoch das Xylektypom außer Mode.
| → Möbel von Georg Schöttle auf der Weltausstellung 1904 |
|                                                         |

### Pferdebahn

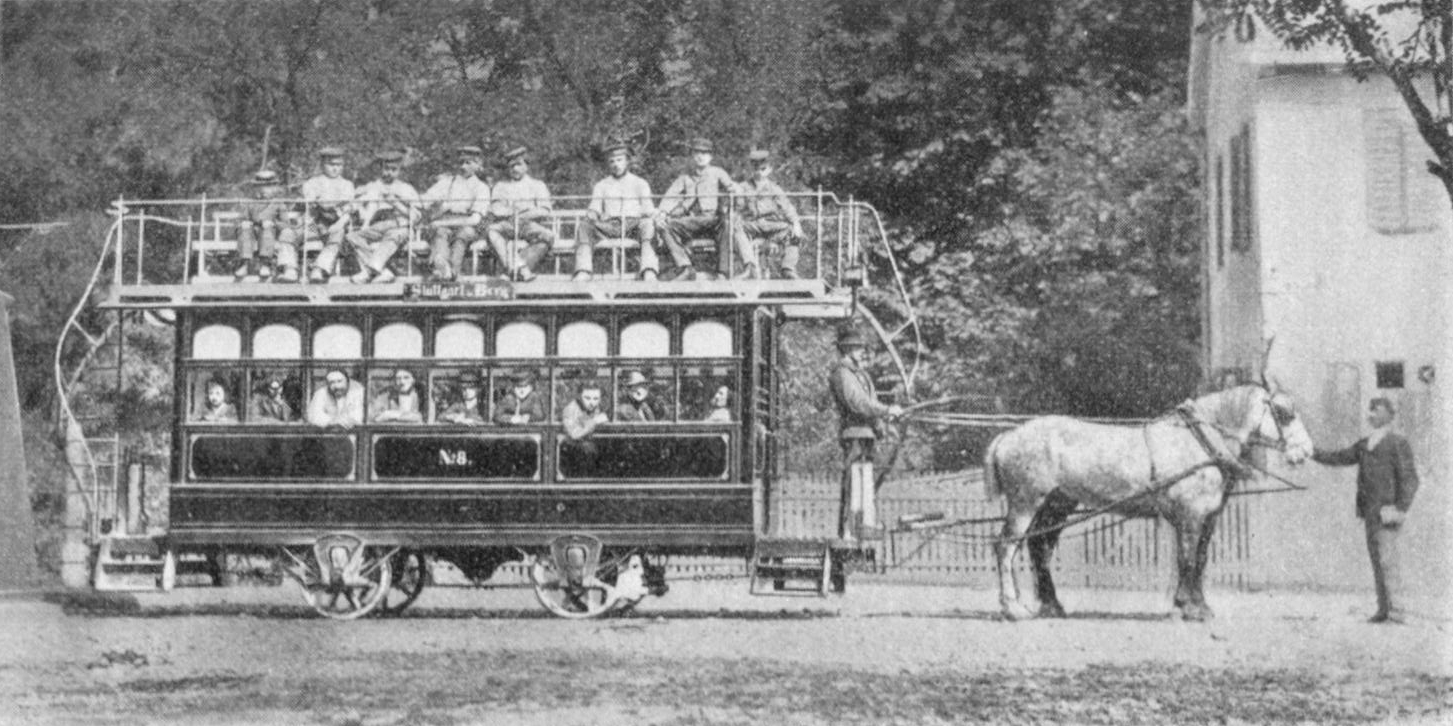
Zweispänniger Pferdebahnwagen mit Oberdeck, 1868.

Bei einer seiner Parisreisen machte sich Georg Schöttle auch mit dem Betrieb der seit Ende 1853 bestehenden Pferdeeisenbahn bekannt. Wie er schon beim Eisenbahnbau seine Aufgeschlossenheit für technische Neuerungen unter Beweis gestellt hatte, so begeisterte er sich nun für den Aufbau einer Pferdeeisenbahn in Stuttgart. Der fast ebene Weg von der Innenstadt zu den Bädern in Berg und Cannstatt, der von Fußgängern, Reitern und Kutschen vor allem im Sommer stark frequentiert wurde, erschien ihm als geeignete Strecke für eine Pferdebahn.
Sein Gesuch um die Erlaubnis zum Bau einer Pferdebahn wurde 1862 vom königlichen Innenministerium genehmigt. Die Bereitstellung der nötigen Gelder für den Bau der Pferdebahn sicherte er durch die Gründung der Aktiengesellschaft der Stuttgarter-Pferde-Eisenbahn-Gesellschaft mit einem Anfangskapital von 350.000 Gulden (→ Einladung zur Subskiption). Da die Strecke nach Berg die Villastraße, den Weg vom Unteren Schlossgarten zur königlichen Villa Berg kreuzen musste, sperrte sich die Stadt gegen sein Vorhaben, bis er die Genehmigung von König Wilhelm I. persönlich erlangte. Die Verhandlungen mit der Stadt über die Ausgestaltung der Pferdebahnkonzession zogen sich trotzdem noch bis 1868 hin.
Mit seinem Bauunternehmen erbaute Georg Schöttle 1868 in fünf Monaten die erste Strecke der Pferdebahn vom heutigen Hauptstaatsarchiv nach Berg und ein Jahr später bis zur Wilhelmsbrücke in Cannstatt. Die Pferdebahn erfreute sich eines hohen Zuspruchs durch die Bevölkerung. Das Streckennetz und die Ressourcen der Pferdebahn stagnierten in den  Folgejahren allerdings weitgehend. Wegen des steigenden Bedarfs an Mobilität wurde 1884 von anderer Seite als Konkurrenz eine weitere Pferdebahngesellschaft gegründet, die 1889 mit dem bisherigen Unternehmen Schöttles zu dem noch heute bestehenden Unternehmen der Stuttgarter Straßenbahnen vereinigt wurde. Schöttle schied zu diesem Anlass aus dem Unternehmen aus.
|  |  |  |

## Lebensabend
In den 1870er Jahren zog sich Georg Schöttle aus gesundheitlichen Gründen als stiller Teilhaber aus dem aktiven Geschäft zurück. Im Ruhestand betrieb er sein Weingut in der Mönchshalde, das er als Musterbetrieb und  

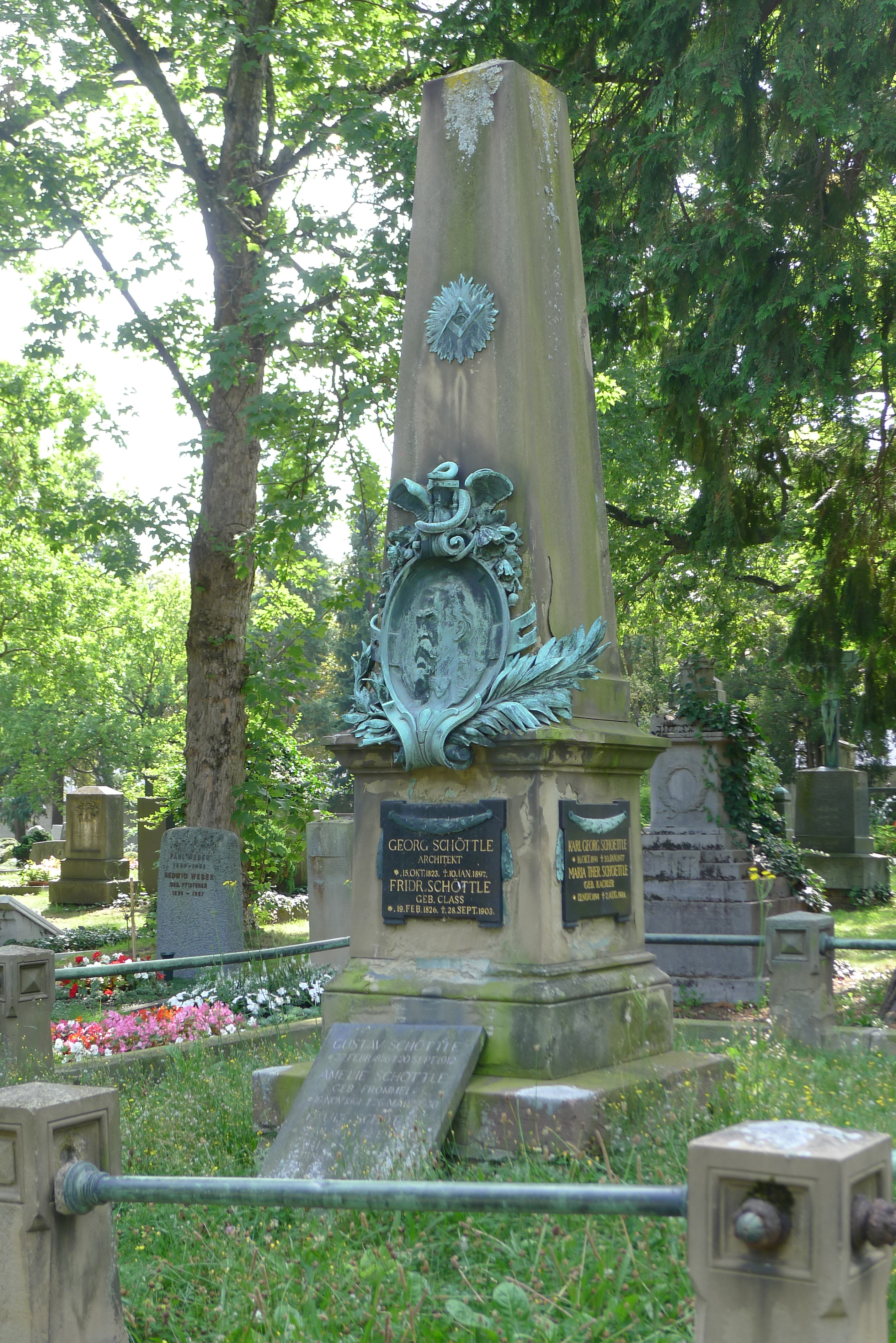
Grabmal von Georg Schöttle auf dem Stuttgarter Pragfriedhof

Versuchsanstalt für heimische Weinkultur ausbaute. Die Leitung der Bauunternehmung übernahm sein Sohn Georg (1851–1939), und die Leitung der Möbel- und Parkettbodenfabrik übernahm sein Sohn Karl (1855–1933). Georg Schöttle starb 1897 nach einem Schlaganfall in Stuttgart im Alter von 73 Jahren. Er wurde in Abteilung 2 auf dem Pragfriedhof in einem Familiengrab mit Obelisk und Einzäunung bestattet. Seine Frau überlebte ihn um sechs Jahre. Sie starb 1903 im Alter von 77 Jahren und wurde ebenfalls in dem Familiengrab beerdigt.
Nach dem Tod von Georg Schöttle gingen dessen Anteile an der Möbelfabrik auf Mitglieder seiner Familie über. Noch im gleichen Jahr errichtete die Familie die Georg Schöttle’sche Stiftung „zugunsten der in der Stuttgarter Möbelfabrik Georg Schöttle beschäftigten Arbeiter“. 1927 wurde der Standort in der Eberhardstraße 28 aufgegeben, da das Gebäude durch einen Neubau des Kaufhaus Schocken ersetzt wurde. 1933 wurde die Fabrik nach Waiblingen verlegt (und 1978 aufgegeben), Verkaufslokal und Ausstellungsräume verblieben in der Eberhardstraße 65. 1970 wurde der gesamte Firmenbesitz der Stuttgarter Möbelfabrik unter Beibehaltung des Firmennamens an die Stuttgarter Familie Heinrich Waiblinger jun. veräußert. Bis 1982 bestand das Einrichtungshaus der Stuttgarter Möbelfabrik in dem Gebäude Eberhardstraße 65, das es ab 1977 mit der Teppich-Galerie teilte.

## Patriotismus

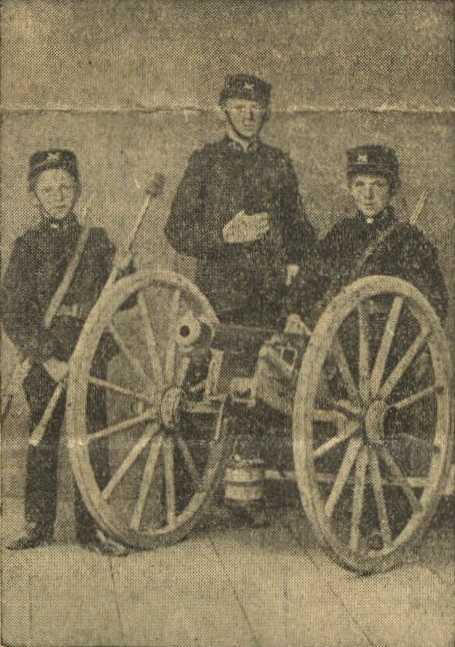
Georg Schöttle und seine Brüder als „Jungmannen“, 1830er Jahre.

Eugen Dolmetsch schrieb 1930 in seinem Lebensbild über Georg Schöttle: „Zu den edlen Grundzügen seines Charakterbildes zählte tiefes Heimatgefühl und aufopfernde Vaterlandsliebe.“ In dem Bestreben, diese Vaterlandsliebe auch in die Herzen der Jugend einzupflanzen, gründete Schöttle 1863 zusammen mit Gleichgesinnten eine Jugendwehr für Knaben im Alter von neun bis vierzehn Jahren. Sie bestand aus 100 „Jungmannen“, die sich auf eine „Kompanie Infanterie mit kleinen Gewehren und eine Batterie Artillerie mit vier kleinkalibrigen Kanonen und eine Musikkapelle“ aufteilten. Die Jugendwehr hatte nicht lange Bestand, sie löste sich vor 1870 wieder auf.
Das Land Württemberg mobilisierte am 17. Juli 1870 seine Truppen für den Deutsch-Französischen Krieg. Georg Schöttles ältester Sohn, der 19-jährige Georg (1851–1939) meldete sich als Freiwilliger in den Krieg. Auch der 47-jährige Georg Schöttle wollte einen Beitrag leisten. Die württembergischen Truppen litten Mangel an „wollenen Leibbinden, Hemden und Socken“. Der Stuttgarter Sanitätsverein stellte aus seinen Vorräten rund 70 Kisten und Fässchen mit Kleidung, Verbandszeug, Wein, Branntwein und Tabak zusammen, die den Soldaten an der Front Erleichterung verschaffen sollten. Georg Schöttle und der Stuttgarter Industrielle Gustav Siegle übernahmen die Überführung und geleiteten die acht Güterwagen zu dem etwa 400 Kilometer entfernten Hauptquartier der württembergischen Felddivision in der Champagne, wo sie am 21. August 1870 eintrafen.

## Mitgliedschaften
- 1858: Freimaurerloge Zu den 3 Cedern.[30]
- 1868: Initiator und Aktionär der Stuttgarter-Pferde-Eisenbahn-Gesellschaft.
- 1869: Mitbegründer der Süddeutschen Gesellschaft für Eisenbahnbau und Eisenbahnbedarf, Stuttgart.[31]

## Ehrungen
- Ritterkreuz I. Klasse des Friedrichsordens
- Olgaorden.
- Ludwigsmedaille.[32]
- 1930 wurde die Schöttlestraße in Stuttgart-Degerloch nach Georg Schöttle benannt.

### Allgemein
- E. Brösamlen: Das schöne Stuttgart-Berg. Ein Heimatbuch. Stuttgart 1939, S. 37–39.
- Aus eigener Kraft. Ein Lebensbild aus dem alten Stuttgart (Georg Schöttle). In: Eugen Dolmetsch: Bilder aus Alt-Stuttgart. Nacherzähltes und Selbsterlebtes. Stuttgart 1930, S. 24–37.
- Ulrich Gohl: Der „Vater“ der Stuttgarter Pferdebahn. In: Stuttgarter Zeitung online, 15. November 2012, pdf.
- Ulrich Gohl: Made in S-Ost : produzierende Betriebe im Stuttgarter Osten von den Anfängen bis heute. Stuttgart : Verlag im Ziegelhaus, 2016, S. 213.
- Georg Heinrich Schöttle : 1823–1897. Stuttgart, 1897.
- Stiftungs-Bestimmungen für die Georg Schöttle’sche Stiftung zu Gunsten der in der Stuttgarter Möbelfabrik Georg Schöttle beschäftigten Arbeiter. Stuttgart, 1897.
- Fünfzigjähriges Jubiläum der Firma Schöttle & Schuster. Ein Rückblick auf ihre Entwicklung 1875–1925. Berlin, zum 1. April 1925. Berlin 1925.

### Pferdebahn
- Gottfried Bauer; Ulrich Theurer; Claude Jeanmaire: Stuttgarter Strassenbahnen. Eine Dokumentation über die Strassenbahnlinien von 1868–1975. Villigen 1976.
- Die Stuttgarter Pferdeeisenbahn. In: Eugen Dolmetsch: Bilder aus Alt-Stuttgart. Nacherzähltes und Selbsterlebtes. Stuttgart 1930, S. 38–65.
- Kaiser: Die Stuttgarter Pferde-Eisenbahn. Stuttgart : Kohlhammer, 1885, pdf.
- Rolf Kern: Jemand zugestiegen, bitte? : eine anekdotische Chronik über die Strassenbahnen Stuttgarts und anderswo in der Entwicklung von gestern bis heute. Stuttgart : Selbstverlag, 1978.
- 60 Jahre Stuttgarter Straßenbahnen 1868–1928. Stuttgart 1928.